# Carpiquet

Carpiquet este o comună în departamentul Calvados, Franța. În 1 ianuarie 2022 avea o populație de 3.266 de locuitori.